# IPhone OS 1
iPhone OS 1 là bản phát hành chính đầu tiên của iOS, hệ điều hành di động của Apple. Phiên bản này ra mắt vào ngày 29 tháng 6 năm 2007. Không có tên chính thức nào được đưa ra trong lần phát hành đầu tiên; Tài liệu tiếp thị của Apple chỉ đơn giản nói rằng iPhone chạy một phiên bản hệ điều hành máy tính để bàn của Apple, OS X (sau này được gọi là macOS). Vào ngày 6 tháng 3 năm 2008, với việc phát hành bộ công cụ phát triển phần mềm iPhone (iPhone SDK), Apple đã đặt tên cho nó là iPhone OS. Nó đã được thành công bởi iPhone OS 2 vào ngày 11 tháng 7 năm 2008. 
Bản 1.1.5 là bản cập nhật cuối cùng của iPhone OS 1.
Bản cập nhật iPhone OS 1.1.3 dành cho người dùng iPod Touch có mức giá 19,95 USD (gần 500 nghìn VND).

## Lịch sử

### Lịch sử phát hành
Sự phát triển của iPhone OS 1 và thế hệ Phần cứng iPhone đầu tiên là một nỗ lực kết hợp. Chỉ những nhân viên từ bên trong Apple mới được phép tham gia nhóm phát triển iPhone. Đó là một dự án hoàn toàn bí mật và vào thời điểm nhóm được chọn, thậm chí họ còn không được cho biết họ sẽ làm gì. Có hai nhóm bên trong Apple làm việc để tạo ra iPhone: một nhóm nghiên cứu chuyển đổi iPod thành điện thoại và nhóm kia nghiên cứu nén Mac OS X để làm cho nó hoạt động trên các thiết bị nhỏ hơn như điện thoại. Một nhóm do Jon Rubinstein đứng đầu đã làm việc để phát triển một phiên bản nhẹ dựa trên Linux, thường được gọi là Acorn, trong khi một nhóm khác do Scott Forstall đứng đầu đã làm việc để phát triển một phiên bản Mac OS X được nén và sắp xếp hợp lý hơn, có tên mã là purple, để chạy trên chip ARM. Tony Fadell, người sau đó lãnh đạo nhóm iPhone cho biết "Đó là một nhóm ý tưởng cạnh tranh, không phải nhóm và tất cả chúng tôi đang làm việc với nó". Có 16 đến 17 khái niệm khác nhau. Nhiều người trong nhóm vẫn giữ quan điểm rằng mọi người sẽ muốn gõ trên bàn phím phần cứng chứ không phải bàn phím bằng kính. Ý tưởng giới thiệu một màn hình cảm ứng hoàn chỉnh là rất mới lạ đối với mọi người. Nhiều giao diện người dùng đã được tạo mẫu, bao gồm cả bánh xe nhấp chuột đa chạm. Mặc dù nhiều người cho rằng điều đó thật lãng phí thời gian, nhưng Giám đốc điều hành Apple Steve Jobs vẫn khăng khăng tạo mẫu thử nghiệm cho tất cả các khái niệm/ý tưởng trước khi phiên bản hệ điều hành dựa trên Mac OS-X được chọn.

### Giới thiệu và phát hành ban đầu
iPhone OS 1 đã được giới thiệu tại Hội nghị & Triển lãm Macworld tại Trung tâm Hội nghị Moscone ở San Francisco, trong một bài phát biểu quan trọng của Steve Jobs vào ngày 9 tháng 1 năm 2007, cùng với iPhone ban đầu. Vào thời điểm đó, Jobs chỉ nói iPhone "chạy OS X", và theo nhà báo Andy Ihnatko của Chicago Sun-Times, điều này đã được xác nhận trong các cuộc họp giao ban chính thức và các cuộc trò chuyện không chính thức.
iPhone OS 1.0 được phát hành cùng với iPhone vào ngày 29 tháng 6 năm 2007.

## Ứng dụng
iPhone OS 1 không có App Store hoặc Bộ công cụ phát triển phần mềm (SDK) để các nhà phát triển bên thứ ba tạo ứng dụng gốc. Thay vào đó, Apple hướng dẫn các nhà phát triển tạo các ứng dụng web có thể truy cập được từ Safari.

## Các bản phát hành
| Phiên bản | Ngày phát hành            | Thay đổi lớn |
| --------- | ------------------------- | --- |
| 1.0       | Ngày 29 tháng 6 năm 2007  | Bản phát hành đầu tiên cho iPhone ban đầu. Giao diện: pinch-to-zoom, cuộn theo quán tính, cử chỉ cảm ứng đa điểm, bàn phím phần mềm thư thoại kèm theo hình ảnh Đồng bộ hóa với iTunes Các ứng dụng chính: iPod, Safari, Google Maps                                                    |
| 1.01      | Ngày 31 tháng 7 năm 2007  | Thêm khả năng tự động BCC cho mỗi email gửi đi |
| 1.02      | Ngày 21 tháng 8 năm 2007  | cập nhật nhỏ |
| 1.1       | Ngày 14 tháng 9 năm 2007  | Phiên bản ban đầu dành cho iPod Touch thế hệ đầu tiên mới, không được phát hành cho iPhone Thêm ứng dụng iTunes Wi-Fi Music Store, cho phép mua nhạc, phim và nhạc chuông trên thiết bị.                                                                                                |
| 1.1.1     | Ngày 27 tháng 9 năm 2007  | Thêm ứng dụng iTunes Wi-Fi Music Store vào iPhone ban đầu |
| 1.1.2     | Ngày 12 tháng 11 năm 2007 | cập nhật nhỏ |
| 1.1.3     | Ngày 15 tháng 1 năm 2008  | Màn hình chính có thể được sắp xếp lại Các trang web có thể được ghim vào màn hình chính dưới dạng Web Clip Thêm ghim, chế độ xem vệ tinh, thông tin giao thông vào Bản đồ Tin nhắn văn bản hiện có thể được gửi đến nhiều số Các ứng dụng hiện chạy dưới dạng 'di động' thay vì 'root' |
| 1.1.4     | Ngày 26 tháng 2 năm 2008  | cập nhật nhỏ |
| 1.1.5     | Ngày 15 tháng 7 năm 2008  | Chỉ được phát hành cho iPod touch thế hệ đầu tiên, dành cho người dùng không muốn trả $10 (khoảng 235.000 VND) để cập nhật lên 2.0 |